# Italiaanse Zeedijk 60
Italiaanse Zeedijk 60 is een woonhuis aan de Italiaanse Zeedijk in de Noord-Hollandse gemeente Hoorn. Het pand is op 16 november 1965 aangewezen als rijksmonument. Hoewel het pand is gebouwd in 1954, werd het toch aangewezen als rijksmonument, omdat het is gebouwd met onderdelen van het gesloopte pand Italiaanse Zeedijk 68.

## Geschiedenis
Het huidige pand Italiaanse Zeedijk 60 is een nieuwbouw op de plek waar eerder een onbewoonbaar verklaard woonhuis stond. De eerdere woning werd in 1920, 1921 en 1936 reeds aangeschreven, omdat deze verbeterd moest worden. In 1951 werd het woonhuis onbewoonbaar verklaard. De kavel kwam hierna in bezit van de gemeente Hoorn. In 1953 maakten Burgemeester en Wethouders een bedrag van 2050 gulden vrij om restauratie van de voorgevel te subsidiëren. De gemeente verhuurde hierna de woning en verkocht het in 1999.

## Exterieur
De voorgevel bevat een aantal monumentale onderdelen van een gesloopt pand. Meest opvallend hierbij is de voordeur waarboven een bovenlicht van negen ruiten is geplaatst, die bijna dezelfde hoogte heeft als de deur.
De geplaatste voordeur, een boerendeur, heeft rocaille aan de bovenzijde en onderzijde. De deuromlijsting is voorzien van bloemmotieven.
De ramen in de twee vensters zijn negen ruiten groot en hebben bovenlichten van zes ruiten. De vensters zijn versterkt middels een rechte strek. De gevel is zelf vormgegeven als een lijstgevel met een rechte en eenvoudige kroonlijst.